# Naked Raygun
Naked Raygun (с англ. — «Голый бластер») — американская панк-рок-группа, образованная в Чикаго, штат Иллинойс, в 1980 году. Naked Raygun широко признана одной из самых влиятельных панк-групп 80-х. Их гимновый стиль воплощал политические идеи в уникально доступной форме, смешивая поп и хардкор в единое звучание, которое позже назовут «Чикагским саундом». Группа просуществовала до 1992 года, когда они фактически распались без официального объявления.

## История
Группа Naked Raygun была образована в феврале 1980 года басистом Марко Пеццати и гитаристом Сантьяго Дуранго, двумя поклонниками панк-рока, обучавшимися в Иллинойсском университете в Чикаго. Джим Колао, друг Дуранго, был приглашён играть на барабанах, а брат Марко, Джефф Пеццати, тогда пел в кавер-группе, присоединился к ним в качестве вокалиста. В июне следующего года группа дала свой первый концерт, но вскоре Колао покинул группу, и место барабанщика занял Бобби Стрэндж. Стрэндж продержался недолго и покинул группу в декабре. После непродолжительного периода с Джоном Лундином на барабанах Колао вернулся как раз к новогоднему шоу, а Лундин перешёл на клавишные, прежде чем окончательно уйти в 1981 году.
Naked Raygun начали регулярно выступать в Чикаго, чаще всего в баре Oz, который стал домом для панк-сообщества Windy City. Их дебют на виниле, как и следовало ожидать, состоялся на пластинке Busted at Oz, сборнике песен нескольких чикагских исполнителей (включая The Effigies, Strike Under и Subverts), записанном вживую в этом клубе в марте 1981 года. Вскоре после выхода альбома Марко Пеццати покинул Naked Raygun, и Камило Гонсалес, игравший вместе с Дуранго в Silver Abuse, был нанят на бас-гитару. Джон Хаггерти, друг группы, начал присоединяться к ним на сцене, играя на саксофоне и дополнительной гитаре, а также внёс вклад в мини-альбом Basement Screams 1983 года, который стал первым студийным проектом Naked Raygun. Вскоре Хаггерти стал официальным участником NR, и группа имела состав из двух гитар до середины 1983 года, когда Дуранго ушел, чтобы посвятить больше времени учебе и своему другому музыкальному проекту Big Black, основанному открытым поклонником Naked Raygun Стивом Альбини (Джефф Пеццати также некоторое время играл в Big Black). С Хаггерти, акклиматизировавшимся в качестве ведущего гитариста, они начали записывать альбом летом 1983 года, хотя финансовые проблемы помешали им немедленно выпустить проект. Джим Колао покинул NR после завершения работы над альбомом, и летом 1984 года Эрик Спайсер, ранее участвовавший в DV8, занял место за ударной установкой. Тур по Западному побережью и обширная концертная работа на Среднем Западе создали мощный ажиотаж вокруг Naked Raygun, и в начале 1985 года Homestead Records наконец выпустили лонгплей Throb Throb, в котором некоторые из более экспериментальных аспектов стиля группы были заменены более плотным и жестким звучанием. Диск получил восторженные отзывы в андеграундной музыкальной прессе и имел солидные продажи, в то время как NR удалось распродать билеты в некоторые из крупнейших клубов Чикаго.
После тура в поддержку альбома Throb Throb Камило Гонсалес покинул группу, и Пьер Кезди заменил его на бас-гитаре перед сессиями, которые привели к записи второго альбома NR, All Rise, вышедшего в начале 1986 года. Как и Throb Throb, All Rise получил положительные отзывы, и группа перешла с лейбла Homestead Records на Caroline Records (контракт был заключен благодаря бывшему гитаристу Minor Threat Лайлу Преслару, теперь работающему на этом лейбле). В 1987 году группа начала работу над следующим альбомом. Альбом Jettison, выпущенный в начале 1988 года, включал кавер-версию песни Stiff Little Fingers «Suspect Device», записанную в ноябре 1987 года в чикагском клубе Riviera, вмещавшем 2500 человек. Naked Raygun успешно гастролировали по Восточному и Западному побережьям, а второй альбом, записанный для Caroline Records, Understand?, появился в магазинах в 1989 году. После его выпуска Naked Raygun отправились в свои первые зарубежные туры, выступая в Европе и Великобритании. Однако, несмотря на то, что популярность группы была близка к пику, Джон Хаггерти всё больше разочаровывался в Naked Raygun; его товарищи по группе всё ещё работали, в то время как Хаггерти хотел сделать группу основным занятием, и у него были вопросы об их финансах, на которые он не мог ответить. Не сумев договориться с остальными участниками, Хаггерти покинул Naked Raygun в августе 1989 года. В преддверии тура по Восточному побережью они пригласили Билла Стивенса, бывшего участника Product 19, на гитару. Они были полны решимости продолжать без Хаггерти, и первый альбом со Стивенсом, Raygun… Naked Raygun, вышел в октябре 1990 года. Однако и группа, и их поклонники остались недовольны записью, и музыканты начали терять энтузиазм. После записи новых песен в середине 1992 года и концерта в клубе Riviera группа Naked Raygun тихо распалась. Джон Хаггерти впоследствии основал группу Pegboy, а Джефф Пеццати стал вокалистом группы The Bomb.
Последний состав Naked Raygun ненадолго воссоединился в 1997 году, чтобы перезаписать песни с демо 1992 года (новые версии вошли в альбом Last of the Demohicans) и отыграть три концерта в чикагском Metro; концерты были записаны и легли в основу альбома Free Shit 2001 года. К тому времени, как вышел концертный сет, каталог группы был переиздан на Quarterstick Records, ответвлением почтенного чикагского панк-лейбла Touch and Go Records, со всеми альбомами, кроме Raygun… Naked Raygun, включая неизданный бонусный материал. После нескольких лет бездействия Naked Raygun были приглашены для воссоединения в рамках панк-рок фестиваля Riot Fest в Чикаго в 2006 году. Как и на концертах 1997 года, в состав группы входили Джефф Пеццати, Билл Стивенс, Пьер Кезди и Эрик Спайсер. Воссоединение на Riot Fest стало главной местной новостью в Чикаго, и позитивный приём побудил Naked Raygun сделать воссоединение постоянным. Группа периодически гастролировала, а в 2009 году выпустила новый сингл «Mein Iron Maiden» с «Out of Your Mind» на лейбле Riot Fest Records. В том же году на DVD был выпущен документальный фильм о NR «What Poor Gods We Do Make: The Story and Music Behind Naked Raygun». Riot Fest Records выпустил ещё два сингла в 2010 году («Growing Away» с «Just for Me») и 2011 году («Burning Red» с «Black Eyed Blue»). Также в 2011 году Пит Миттлер (он же Sensitive Pete) стал басистом группы для концертных выступлений после того, как Пьер Кезди перенёс инсульт. В 2015 году Фриц Дореза сменил Миттлера, как раз к тому моменту, когда Naked Raygun должны были открыть масштабный концерт Foo Fighters на стадионе Ригли-филд, где также выступали местные легенды Cheap Trick и Urge Overkill. Пьер Кезди скончался 9 октября 2020 года в возрасте 58 лет после борьбы с раком; его последние студийные записи с Naked Raygun вошли в альбом Over the Overlords 2021 года, первый студийный альбом группы после Raygun… Naked Raygun 1990 года, выпущенный лейблом Wax Trax! Records.

## Характеристики
Название
Название группы не связано с 40-м президентом США Рональдом Рейганом.
Стиль
Марк Деминг из AllMusic описал звучание Naked Raygun как «мощную смесь гимновых мелодий, резких и скрежещущих гитар, подпевных припевов, проникающих ритмов и текстов, сосредоточенных на пересечении личного и политического». Он также охарактеризовал звучание как «преодоление разрыва между хардкором и мелодичным панком».
Источники вдохновения
Naked Raygun упоминают в качестве источников вдохновения для себя различные группы, включая Buzzcocks, Wire, the Stranglers, the Damned, the Ruts, Killing Joke, Siouxsie and the Banshees, The Jam и The Clash.

## Наследие
В популярной культуре
Группу Naked Raygun можно увидеть в фильме You Weren't There 2007 года о чикагской панк-сцене с 1977 по 1984 год.
Дэйв Грол, участник Nirvana и Foo Fighters, часто рассказывал, что впервые увидел Naked Raygun на концерте в 1982 году (когда ему было 13 лет) в чикагском клубе The Cubby Bear. Во время концерта Foo Fighters 17 октября 2014 года в The Cubby Bear к ним присоединился Джефф Пезатти (вокалист Naked Raygun), чтобы исполнить кавер на Naked Raygun. Позже Naked Raygun сами выступали на разогреве у Foo Fighters в отдельных концертах Sonic Highways World Tour.
Мэтт Скиба из Blink-182 упоминает Naked Raygun в песне «Parking Lot» с их альбома California.

## Дискография
Смотри статью «Дискография Naked Raygun» в англ. разделе.
Альбомы
- Throb Throb LP (Homestead Records) (1985)/(Quarterstick) (1999–CD only)/(Haunted Town) (2008–LP only)
- All Rise LP (Homestead) (1986)/(Quarterstick) (1999–CD only)/(Haunted Town) (2008–LP only)
- Jettison LP Caroline (1988)/(Quarterstick) (1999 – CD only)
- Understand? LP (Caroline) (1989)/(Quarterstick) (1999–CD only)
- Raygun...Naked Raygun LP (Caroline) (1990)/Quarterstick (1999–CD only)
- Last of the Demohicans CD (Dyslexic) (1997)
- Free Shit LP/CD (Haunted Town) (2001) - live
- Over the Overlords LP (Wax Trax!) (2021)